# Cantó d'Éguzon-Chantôme
El cantó d'Éguzon-Chantôme és un cantó francès del departament de l'Indre, situat al districte de La Châtre. Té 8 municipis i el cap és Éguzon-Chantôme.

## Municipis
- Badecon-le-Pin
- Baraize
- Bazaiges
- Ceaulmont
- Cuzion
- Eguson Chantòma
- Gargilesse-Dampierre
- Pommiers

## Història
| Data d'elecció                           | Identitat             | Partit        | Qualitat |
| ---------------------------------------- | --------------------- | ------------- | -------- |
| 1945-1965                                | Maxime Couturier      | SFIO          |          |
| 1965-1979                                | M. Dauty              | radical       |          |
| 1979-1986                                | M. Fournier           | PS            |          |
| 1986-1992                                | Jean-Claude Blin      | PS            |          |
| 1992-2011                                | Pierre Petitguillaume | Divers droite |          |
| 2011-                                    | Jean-Claude Blin      | PS            |          |
| les dades anteriors no són pas conegudes |                       |               |          |
|                                          |                       |               |          |

## Demografia
| A partir de 1990: Població sense dobles comptes |